# Igor Kokoškov
Igor Stefan Kokoškov (cirílico serbio:Игор Стефан Кокошков,nacido el 17 de diciembre de 1971 en Belgrado, Serbia) es un entrenador serbio de baloncesto nacionalizado estadounidense en 2010. En la actualidad es el entrenador del Anadolu Efes de la Basketbol Süper Ligi de Turquía.

## Trayectoria como entrenador
Su carrera en los banquillos comenzaría siendo asistente de la Universidad de Misuri, hasta llegar a la NBA.
En 2004, ocupando el puesto de entrenador asistente de Detroit Pistons, se convierte en el primer no estadounidense que ostenta ese cargo, que gana un campeonato de la NBA.
En 2006, participó como entrenador asistente en el All-Star Game de Houston.
Más tarde, sería técnico asistente de Clippers, Cavaliers, Magic, Jazz. 
En la temporada 2018-19 ocupó el cargo de primer entrenador en Phoenix Suns, lo que le convirtió en el primer europeo en dirigir a un equipo como entrenador en jefe en el arranque de una temporada. Sin embargo, la experiencia no fue buena: 19-63 y durante la temporada 2019-20 regresó al rol de asistente, esta vez con Sacramento Kings que dejaría para hacerse cargo del Fenerbahçe.
En julio de 2020 se convierte en entrenador del Fenerbahçe de la Türkiye 1 por tres temporadas para sustituir a Željko Obradović. Kokoskov regresa a Europa tras dos décadas en Estados Unidos. 
En julio de 2021 se marcha del Fenerbahçe para firmar como entrenador asistente de Jason Kidd en los Dallas Mavericks de la Liga NBA.
Después de pasar una temporada en Dallas, Kokoškov fue contratado como entrenador asistente de los Brooklyn Nets el 6 de julio de 2022.

### Internacional
Ocupó el puesto de seleccionador de Eslovenia, selección con la que se proclamó campeón del Eurobasket 2017.
El 20 de noviembre de 2019, se convierte en seleccionador de la Selección de baloncesto de Serbia, puesto que aceptó tras la renuncia después de seis años en el cargo de Aleksandar Djordjevic, tras no lograr medalla en el Mundial de China.
En septiembre de 2021, no seguiría al frente de la Selección de baloncesto de Serbia.